# Tagondaing
Tagondaing (tiếng Myanmar: တံခွန်တိုင် tam hkwan tuing), hay Tagundaing, là ngôi làng lớn nhất của bang Kayin của Myanmar. Đây là nơi có dân tộc Karen sinh sống. Làng này có dân số 4.994 người.